# Danh sách thuật ngữ ngôn ngữ học
Dưới đây là danh sách các thuật ngữ dùng trong ngôn ngữ học, xếp theo thứ tự chữ cái của các từ tiếng Anh.

## A
| Tiếng Anh              | Tiếng Việt                                                                                        | Hán-Việt                                                            |
| ---------------------- | ------------------------------------------------------------------------------------------------- | ------------------------------------------------------------------- |
| abbreviation           | cách viết tắt, chữ viết tắt                                                                       | súc tả 縮寫, súc tả từ 縮寫詞                                       |
| abessive case          | cách thiếu, khiếm cách                                                                            | khiếm cách 欠格                                                     |
| ablative case          | cách nguồn gốc, tòng cách, nguyên uỷ cách                                                         | tòng cách 從格, nguyên uỷ cách 源委格, đoạt cách 奪格, li cách 離格 |
| absolute               | tuyệt đối (pháp)                                                                                  | tuyệt đối pháp 絶對法                                               |
| absolutive case        | cách tuyệt đối, tuyệt đối pháp                                                                    | tuyệt đối cách 絶對格/通格                                          |
| abstract               | trừu tượng                                                                                        | trừu tượng 抽象                                                     |
| accusative case        | cách trực bổ, nghiệp cách, trực tiếp thụ cách                                                     | nghiệp cách 業格, trực bổ cách 直補格, trực tiếp thụ cách 直接受格  |
| acronym                | từ viết tắt bởi những chữ cái đầu                                                                 | thủ tự âm (/mẫu)lược ngữ/ thủ tự từ 首字音(/母)略語/頭字詞          |
| active voice           | dạng chủ động, năng động                                                                          | năng động 能動 / 主動語態                                           |
| acute accent           | dấu sắc                                                                                           | 尖音符                                                              |
| adessive case          | cách ở trên, cách ở gần                                                                           | 接格                                                                |
| adjective              | tính/tĩnh từ, hình dung từ                                                                        | hình dung từ 形容詞                                                 |
| adverb, adverbial      | trạng từ, phó từ                                                                                  | phó từ 副詞, phó từ đích 副詞的                                     |
| adverbial case         | (biến) cách trạng từ                                                                              | 狀語格(離格)                                                        |
| adjectival predicate   | vị ngữ tính từ, vị ngữ hình dung từ                                                               | hình dung từ vị ngữ 形容詞謂語                                      |
| affix                  | phụ tố, tiếp từ                                                                                   | tiếp từ 接辭                                                        |
| agglutinative language | ngôn ngữ chắp dính                                                                                | niêm khán ngữ 黏着語, giao khán ngữ 膠着語                          |
| allative case          | cách phía trên                                                                                    | 向格                                                                |
| allomorph              | đồng chất dị hình                                                                                 | đồng chất dị tinh thể 同質異晶體                                    |
| allophone              | âm đồng vị, (tha âm vị)                                                                           | đồng vị âm 同位音                                                   |
| analytic language      | ngôn ngữ phân tích                                                                                | 分析語                                                              |
| antecedent             | tiền ngữ, từ đứng trước, từ tiên hành                                                             | tiên hành từ 先行詞, tiên hành ngữ 先行語                           |
| antonym                | từ phản nghĩa                                                                                     | phản nghĩa từ 反義詞                                                |
| aorist tense           | thì quá khứ bất định, đệ tam quá khứ                                                              | đệ tam quá khứ 第三過去, bất định quá khứ 不定過去                  |
| applied linguistics    | ngôn ngữ học ứng dụng                                                                             | ứng dụng ngữ ngôn học 应用语言學                                    |
| article                | mạo từ, quán từ                                                                                   | quán từ 冠詞, mạo từ 冐詞                                           |
| (grammatical) aspect   | thức (ngữ pháp), thể (ngữ pháp)                                                                   | thể 體, tương 相                                                    |
| asseverative           | đoán ngôn, từ quyết đoán                                                                          | đoán ngôn 斷言                                                      |
| athematic              | (tiếng Phạn) chỉ trường hợp âm không có âm chủ đề (a-thematic) và thân động từ biến đổi khi chia. | vô chủ toàn luật đích 無主旋律的                                    |
| ātmanepada             | vị tự ngôn, câu nói cho người khác                                                                | vị tự ngôn 爲自言                                                   |
| attribute              | định ngữ                                                                                          | định ngữ 定語, thuộc ngữ 屬語                                       |
| augment                | chữ khoáng đại, chữ gia tăng                                                                      | khoáng đại 擴大, khoáng gia chi tự 擴加之字                         |
| auxiliary verb         | trợ động từ                                                                                       | trợ động từ 助動詞                                                  |

| Mục lục: | Đầu • 0–9 • A B C D E F G H I J K L M N O P Q R S T U V W X Y Z |

## B
| Tiếng Anh                         | Tiếng Việt                              | Hán-Việt                   |
| --------------------------------- | --------------------------------------- | -------------------------- |
| benedictive case (precative case) | cách cầu khẩn, kì cầu thức              | kì cầu thức 祈求式         |
| benefactive case                  | cách làm ơn                             | 受益格                     |
| breve                             | dấu ngắn                                | đoản nhược âm phù 短弱音符 |
| Buddhist term                     | thuật ngữ Phật học, thuật ngữ Phật giáo | Phật giáo ngữ 佛教語       |

| Mục lục: | Đầu • 0–9 • A B C D E F G H I J K L M N O P Q R S T U V W X Y Z |

## C
| Tiếng Anh                                | Tiếng Việt                                            | Hán-Việt                                                               |
| ---------------------------------------- | ----------------------------------------------------- | ---------------------------------------------------------------------- |
| case                                     | cách, sự kiện, trường hợp                             | sự kiện 事件, án lệ案例                                                |
| causative                                | động từ sai khiến người khác thực hiện                | sử dịch động từ 使役動詞                                               |
| Chinese translation                      | dịch tiếng Hán, Hán dịch                              | đối ứng Hán dịch ngữ 對應漢譯語                                        |
| classical Sanskrit (post-vedic Sanskrit) | tiếng Phạn cổ, Hoa văn Phạn ngữ, tiếng Phạn hậu Vệ đà | Hoa văn Phạn ngữ 華文梵語                                              |
| classical Chinese                        | tiếng Hán cổ, cổ Hán văn                              | văn ngôn 文言, cổ Hán văn 古漢文                                       |
| cliché                                   |                                                       | 陳詞濫調                                                               |
| collective number                        | số tập hợp                                            | tập hợp số từ 集合數詞                                                 |
| colloquialism                            | văn nói                                               | khẩu ngữ 口語, bạch thoại 白話. tục thoại 俗話                         |
| comitative case                          | cách kèm, cách đi cùng                                | 随伴格                                                                 |
| commentator                              | người chú thích, nhà luận giải                        | chú thích gia 註釋家                                                   |
| comparative                              | so sánh, thuộc cấp so sánh                            | tỉ giảo cấp 比較級                                                     |
| compound                                 | từ phức, hợp thành ngữ                                | hợp thành ngữ 合成語, phức hợp từ 複合詞                               |
| computational linguistics                | ngôn ngữ/ngữ ngôn học máy tính                        | kế toán cơ ngữ ngôn học 計算機語言學, điện não ngữ ngôn học 電腦語言學 |
| computational phonetics                  | ngữ âm học máy tính                                   | điện não ngữ âm học 電腦語意學                                         |
| conditional mood                         | trạng điều kiện, điều kiện cách                       | điều kiện cú 條件句, điều kiện ngữ 條件語                              |
| conjugation                              | chia động từ, biến hoá động từ                        | động từ biến hoá 動詞變化                                              |
| conjunction                              | liên từ, tiếp tục từ                                  | tiếp tục từ 接續詞                                                     |
| consonant                                | phụ âm, tử âm                                         | phụ âm 辅音, tử âm 子音                                                |
| context                                  | ngữ/văn cảnh                                          | thượng hạ văn 上下文, ngữ cảnh 語境, văn cảnh 文境                     |
| copula                                   | từ liên hệ                                            | liên hệ từ 連系辭                                                      |
| correlative                              | tương quan ngữ                                        | tương quan ngữ 相關語                                                  |
| corrupt                                  | sai, hỏng                                             | chuyển ngoa (音)轉訛                                                   |
| creole language                          | tiếng lai                                             | 克里奧爾語                                                             |
| cross-serial dependency                  |                                                       | 跨系列依存                                                             |

| Mục lục: | Đầu • 0–9 • A B C D E F G H I J K L M N O P Q R S T U V W X Y Z |

## D
| Tiếng Anh                         | Tiếng Việt                                                | Hán-Việt                                                                                 |
| --------------------------------- | --------------------------------------------------------- | ---------------------------------------------------------------------------------------- |
| dative case                       | cách cho, cách nhận, vị cách                              | vị cách 爲格, dữ cách 與格, gián bổ cách 間補格, tặng cách trong tiếng Slovak 斯洛伐克语 |
| declension                        | biến cách (danh từ), biến hoá từ vĩ                       | từ vĩ biến hoá 詞尾變化, tự vĩ biến hoá 字尾變化                                         |
| definite article = finite article | mạo từ hạn định, định quán từ                             | định quán từ 定冠詞                                                                      |
| demonstrative pronoun             | đại từ chỉ định, chỉ thị đại danh từ                      | chỉ thị đại danh từ 指示代名詞                                                           |
| denominative                      | chỉ tên, danh xưng, danh xưng động từ                     | danh xưng động từ 名稱動詞                                                               |
| derivative                        | từ phái/diễn sinh, chuyển thành ngữ                       | chuyển thành ngữ 轉成語, phái sinh ngữ 派生語                                            |
| description, descriptive          | miêu tả                                                   | miêu tả 描寫, thuyết minh 說明                                                           |
| desiderative                      | động từ mong ước                                          | hi cầu động từ 希求動詞                                                                  |
| diacritics                        | dấu phụ, phù hiệu biến âm                                 | biến âm phù hiệu 變音符號, khu biệt phát âm phù hiệu 區別發音符號                        |
| dialect                           | tiếng địa phương, phương ngôn, cách nói                   | phương ngôn 方言, ngữ điệu 語調                                                          |
| diminutive                        | (động từ) giảm nghĩa, chỉ tiểu động từ                    | chỉ tiểu động từ 指小動詞                                                                |
| direct object                     | thụ từ trực tiếp, đối tượng trực tiếp, (bổ ngữ trực tiếp) | trực tiếp thụ từ 直接受詞                                                                |
| disjunctive case                  | cách phân biệt                                            | phân li cách 分離格                                                                      |
| dramatic term                     | kịch ngữ, hí khúc ngữ                                     | hí khúc ngữ 戲曲語                                                                       |
| dual number                       | số đôi, số kép, số hai                                    | lưỡng số 兩數                                                                            |

| Mục lục: | Đầu • 0–9 • A B C D E F G H I J K L M N O P Q R S T U V W X Y Z |

## E
| Tiếng Anh                        | Tiếng Việt                               | Hán-Việt                                  |
| -------------------------------- | ---------------------------------------- | ----------------------------------------- |
| ellipsis = omission              | tỉnh lược                                | tỉnh lược 省略                            |
| emphatic                         | có cường điệu, mang trọng âm (âm tiết)   | cường điệu đích 强調的                    |
| enclitic                         | tiếp ngữ, phụ đái ngữ                    | tiếp ngữ 接語, phụ đái ngữ 附帶語         |
| endangered language              | ngôn ngữ đang bị mai một                 | tương yếu tuyệt chủng ngữ 將要絕種語      |
| epic                             | sử thi, tự thi                           | sử thi 史詩, tự thi 敘詩                  |
| epithet                          | danh xưng, biệt danh                     | danh xưng 名稱                            |
| eponym                           | thuật ngữ được tạo ra dựa theo tên người | 名祖                                      |
| equivalent                       | từ tương đương                           | tương đương ngữ 相當語                    |
| etymology                        | ngữ nguyên học, từ nguyên học            | ngữ nguyên học 語源學                     |
| exclamation                      | cảm thán                                 | cảm thán 感歎                             |
| expression                       | từ ngữ, biểu thị                         | từ ngữ 詞語, biểu thị 表示, biểu đạt 表達 |
| extinct language = dead language | ngôn ngữ chết, ngôn ngữ đã bị mai một    | tuyệt chủng ngữ 絕種語                    |

| Mục lục: | Đầu • 0–9 • A B C D E F G H I J K L M N O P Q R S T U V W X Y Z |

## F
| Tiếng Anh                         | Tiếng Việt                                          | Hán-Việt                             |
| --------------------------------- | --------------------------------------------------- | ------------------------------------ |
| feminine                          | giống cái, nữ tính                                  | nữ tính 女性                         |
| figurative ≠ literal              | nghĩa bóng, (thuộc loại/dùng làm) thí dụ            | thí dụ đích 譬喩的                   |
| finite                            | hữu hạn định                                        | hữu hạn định 有限定                  |
| finite article = definite article | mạo từ hạn định, định quán từ                       | định quán từ 定冠詞                  |
| first person                      | ngôi thứ nhất                                       | nhất nhân xưng 第一人稱              |
| formal language                   | ngôn ngữ xã giao                                    | 形式語言                             |
| frequentative =intensive          | (động từ) cường độ, cường ý động từ                 | cường ý động từ 强意動詞             |
| future tense                      | thì tương/vị lai                                    | vị lai 未來                          |
| future passive participle         | phân từ tương lai thụ động, vị lai thụ động phân từ | vị lai thụ động phân từ 未來受動分詞 |

| Mục lục: | Đầu • 0–9 • A B C D E F G H I J K L M N O P Q R S T U V W X Y Z |

## G
| Tiếng Anh           | Tiếng Việt                           | Hán-Việt                  |
| ------------------- | ------------------------------------ | ------------------------- |
| genitive case       | cách sở hữu, sở hữu cách, thuộc cách | thuộc từ 屬詞             |
| gerund / gerundive  | danh động từ                         | danh động từ 名動詞       |
| grammar             | văn phạm, ngữ pháp                   | ngữ pháp 語法             |
| grammatical meaning | ý nghĩa ngữ pháp                     | ngữ pháp ý nghĩa 語法意義 |
| grammatical term    | thuật ngữ văn phạm, văn pháp ngữ     | văn pháp ngữ 文法語       |
| grave accent        | dấu huyền                            | 重音符                    |
| Greek               | tiếng Hi Lạp                         | Hi Lạp 希臘               |

| Mục lục: | Đầu • 0–9 • A B C D E F G H I J K L M N O P Q R S T U V W X Y Z |

## H
| Tiếng Anh | Tiếng Việt                                      | Hán-Việt                                                                     |
| --------- | ----------------------------------------------- | ---------------------------------------------------------------------------- |
| heteronym | từ đồng dạng, khác âm khác nghĩa                | 同形異音異義詞                                                               |
| homonym   | từ đồng âm, từ đồng âm khác nghĩa, từ đồng dạng | đồng âm tự 同音字, đồng âm dị nghĩa tự 同音異義字, đồng danh dị vật 同名異物 |
| hypernym  | từ có nghĩa rộng                                | 上位詞                                                                       |
| hyponym   | từ có nghĩa hẹp                                 | 下義詞                                                                       |

| Mục lục: | Đầu • 0–9 • A B C D E F G H I J K L M N O P Q R S T U V W X Y Z |

## I
| Tiếng Anh                 | Tiếng Việt                                                          | Hán-Việt                                                                             |
| ------------------------- | ------------------------------------------------------------------- | ------------------------------------------------------------------------------------ |
| ideogram                  | chữ viết biểu ý                                                     | biểu ý văn tự 表意文字                                                               |
| idiom, idiomatic          | thành ngữ                                                           | thành ngữ 成語                                                                       |
| illative case             | cách vào trong                                                      | 推論格                                                                               |
| imperative mood           | trạng mệnh lệnh, mệnh lệnh pháp                                     | mệnh lệnh pháp 命令法                                                                |
| imperfect tense           | thì quá khứ chưa hoàn thành, đệ nhất quá khứ, vị hoàn thành quá khứ | đệ nhất quá khứ 第一過去, vị hoàn thành quá khứ 未完成過去                           |
| impersonal                | không ngôi, phi nhân xưng                                           | phi nhân xưng 非人稱                                                                 |
| incorrect                 | không chính xác                                                     | phi chính xác 非正確                                                                 |
| indeclinable              | (từ) không biến cách, bất biến hoá ngữ                              | bất biến hoá ngữ 不變化語                                                            |
| indicative case           | cách chỉ thị, cách trình bày, trực tiếp pháp                        | trực tiếp pháp 直接法, chỉ thị 指示                                                  |
| indirect object           | bổ ngữ gián tiếp, thụ từ gián tiếp, đối tượng gián tiếp             | gián tiếp thụ từ 間接受詞                                                            |
| inessive case             | cách ở trong                                                        | 內格                                                                                 |
| infinitive                | (động từ) nguyên thể/bất định/vô định                               | động từ bất định thức 動詞不定式, bất định pháp 不定法                               |
| infix                     | trung tố, sáp nhập âm/từ                                            | sáp nhập từ 插入詞                                                                   |
| inflected language        |                                                                     | tự vĩ hữu biến hoá ngữ ngôn 字尾有變化語言                                           |
| inflection, inflexion     | biến tố                                                             | khuất khúc 屈曲, âm điệu biến hoá 音調變化, biến điệu 變調                           |
| injunctive mood           | trạng chỉ lệnh                                                      | chỉ lệnh 指令                                                                        |
| intensive = frequentative | (động từ) cường độ, cường ý động từ                                 | cường ý động từ 强意動詞                                                             |
| interjection              | từ cảm thán, thán từ                                                | nhàn đầu từ 閒投詞, cảm thán từ 感歎詞, thán từ 歎詞, sáp nhập chi ngữ từ 插入之語詞 |
| interrogative (mood)      | (trạng) nghi vấn                                                    | nghi vấn 疑問                                                                        |
| intransitive verb         | nội động từ, tự động từ                                             | tự động từ 自動詞, bất cập vật động từ 不及物動詞                                    |
| instrumental case         | cách dụng cụ, cách công cụ                                          | dụng cụ cách 用具格, cụ cách 具格                                                    |
| irregular                 | bất quy tắc                                                         | bất quy tắc 不規則                                                                   |

| Mục lục: | Đầu • 0–9 • A B C D E F G H I J K L M N O P Q R S T U V W X Y Z |

## J
| Tiếng Anh | Tiếng Việt | Hán-Việt |
| --------- | ---------- | -------- |
| jargon    |            | 行話     |

| Mục lục: | Đầu • 0–9 • A B C D E F G H I J K L M N O P Q R S T U V W X Y Z |

## L
| Tiếng Anh               | Tiếng Việt                                     | Hán-Việt                                                              |
| ----------------------- | ---------------------------------------------- | --------------------------------------------------------------------- |
| language family         | hệ ngôn ngữ                                    | ngữ hệ 語言系屬                                                       |
| language identification | phân biệt ngôn ngữ                             | ngữ chủng thức biệt 語種識別                                          |
| language isolate        | ngôn ngữ độc lập                               | 孤立語言                                                              |
| Latin                   | tiếng Latinh                                   | La điển ngữ 羅典語                                                    |
| legal term              | thuật ngữ pháp luật                            | pháp luật ngữ 法律語                                                  |
| lemma                   | từ vị chuẩn, dạng chuẩn của từ vị              | 引理 (心理語言學)                                                     |
| lexical                 | (thuộc) từ vựng/vị, được liệt kê trong từ điển | từ vị đích 辭彙的                                                     |
| lexical meaning         | ý nghĩa từ vựng/vị                             | từ vị ý nghĩa 詞彚意義                                                |
| lexicography            | từ vựng học                                    | 辭書學                                                                |
| lexicology              | từ điển học                                    | 詞彙學                                                                |
| literal ≠ figurative    | nghĩa đen, nguyên nghĩa, sát nghĩa             | nguyên nghĩa 原義, trục tự 逐字, chiếu tự diện 照字面, như thật 如實. |
| loanword                | từ mượn, từ ngoại lai                          | ngoại lai từ 外來詞                                                   |
| locative case           | cách vị trí                                    | vị trí cách 位置格, ư cách 於格                                       |

| Mục lục: | Đầu • 0–9 • A B C D E F G H I J K L M N O P Q R S T U V W X Y Z |

## M
| Tiếng Anh                   | Tiếng Việt                                       | Hán-Việt              |
| --------------------------- | ------------------------------------------------ | --------------------- |
| masculine                   | giống đực, nam tính                              | nam tính 男性         |
| metrical                    | vận/âm luật                                      | âm luật 音律          |
| metronymic                  | mẫu hệ ngữ                                       | mẫu hệ ngữ 母系語     |
| modal particle              | trợ/tiểu từ thuộc trạng/lối, trợ/tiểu từ ngữ khí | ngữ khí từ 語氣詞     |
| monosyllable                | đơn âm (tiết)                                    | đơn âm tiết 單音節    |
| mono-vocalic morphemic form |                                                  | 單元音語素形式        |
| morphology (linguistic)     | hình thái học/luận (ngôn ngữ học)                | hình thái luận 形態論 |
| poly-vocalic morphemic form |                                                  | 多元音語素形式        |

| Mục lục: | Đầu • 0–9 • A B C D E F G H I J K L M N O P Q R S T U V W X Y Z |

## N
| Tiếng Anh        | Tiếng Việt                       | Hán-Việt                                                     |
| ---------------- | -------------------------------- | ------------------------------------------------------------ |
| negative mood    | trạng/lối/thể phủ định           | phủ định đích 否定的                                         |
| neuter           | giống trung, trung tính          | trung tính 中性                                              |
| neologism        | từ cận đại                       | 新詞                                                         |
| neurolinguistics |                                  | 神經語言學                                                   |
| nominative case  | cách chủ ngữ, chủ cách, thể cách | thể cách 體格, chủ cách 主格, nguyên cách trong tiếng Slovak |
| noun             | danh từ                          | danh từ 名詞                                                 |
| nulla number     | số không                         | 零數                                                         |
| numeral          | số từ                            | số từ 數詞                                                   |

| Mục lục: | Đầu • 0–9 • A B C D E F G H I J K L M N O P Q R S T U V W X Y Z |

## O
| Tiếng Anh           | Tiếng Việt                           | Hán-Việt                                                                                  |
| ------------------- | ------------------------------------ | ----------------------------------------------------------------------------------------- |
| object              | thụ từ, bổ ngữ, đối tượng            | thụ từ 受詞, tân ngữ 賓語                                                                 |
| omission = ellipsis | tỉnh lược                            | tỉnh lược 省略                                                                            |
| onomatopoeia        | từ tượng thanh                       | nghĩ âm ngữ 擬音語, tượng thanh 象聲                                                      |
| opposite            | từ đối lập                           | đối ngữ 對語, đối lập từ 對立                                                             |
| optative mood       | trạng/lối mong mỏi, nguyện vọng pháp | kì nguyện 祈願, nguyện vọng 願望                                                          |
| orthography         | chính tả                             | chính xác bính tự 正确拼字, chính tự pháp 正字法, bính tự 拼字, chính xạ đầu ảnh 正射投影 |
| OSV language        | ngôn ngữ theo dạng "thụ-chủ-động" từ | thụ chủ động kết cấu 受主動結搆, thụ chủ vị kết cấu 受主謂結搆                            |
| OVS language        | ngôn ngữ theo dạng "thụ-động-chủ" từ | thụ động chủ kết cấu 受動主結搆, thụ vị chủ kết cấu 受謂主結搆                            |

| Mục lục: | Đầu • 0–9 • A B C D E F G H I J K L M N O P Q R S T U V W X Y Z |

## P
| Tiếng Anh                             | Tiếng Việt                                                          | Hán-Việt                                                   |
| ------------------------------------- | ------------------------------------------------------------------- | ---------------------------------------------------------- |
| Pāli                                  | tiếng Pali                                                          | Ba-lị ngữ 巴利語                                           |
| parasmaipada                          | vị tha ngôn                                                         | vị tha ngôn 爲他言                                         |
| part of speech                        | từ loại                                                             | từ tính 詞性, từ loại 詞類                                 |
| participle                            | phân từ                                                             | phân từ 分詞                                               |
| particle                              | tiểu/trợ từ (không/bất biến đổi)                                    | bất biến hoá tiểu từ 不變化小辭, trợ từ 助詞, tiểu từ 小詞 |
| passive voice                         | thể thụ/bị động, bị động                                            | thụ động 受動, bị động 被動                                |
| past active particle                  | phân từ quá khứ chủ động                                            | quá khứ năng động phân từ 過去能動分詞                     |
| past passive particle                 | phân từ quá khứ thụ động                                            | quá khứ thụ động phân từ 過去受動分詞                      |
| past tense                            | thì quá khứ                                                         | quá khứ 過去                                               |
| patronymic                            | phụ hệ ngữ                                                          | phụ hệ ngữ 父系語                                          |
| perfect tense                         | thì quá khứ hoàn thành, đệ nhị quá khứ                              | đệ nhị quá khứ 第二過去, hoàn thành quá khứ 完成體過去     |
| perfect passive participle            | phân từ quá khứ hoàn thành bị động, phân từ đệ nhị quá khứ thụ động | đệ nhị quá khứ thụ động phân từ 第二過去受動分詞           |
| person                                | ngôi (ngữ pháp), nhân xưng                                          | nhân xưng 人稱                                             |
| personal pronoun                      | đại từ nhân xưng, nhân xưng đại danh từ                             | nhân xưng đại danh từ 人稱代名詞                           |
| personal suffix                       | hậu tố nhân xưng, cá nhân tự vĩ                                     | cá nhân tự vĩ 個人字尾                                     |
| philology                             | văn hiến học cổ ngữ học                                             | văn hiến học 文獻學                                        |
| philosophical term                    | thuật ngữ triết học                                                 | triết học ngữ 哲學語                                       |
| phoneme                               | âm vị/tố                                                            | âm tố 音素                                                 |
| phonetics                             | ngữ âm học                                                          | ngữ âm học 語音學, phát âm học 發音學                      |
| phonology                             | âm vị/vận học, hệ thống âm vị                                       | âm vận học 音韻學, âm thanh học 音聲學                     |
| phrase                                | phiến ngữ, nhóm từ (trong câu văn)                                  | phiến ngữ 片語                                             |
| pidgin (language)                     | tiếng lai                                                           | hỗn tạp ngữ ngôn 混雜語言                                  |
| pluperfect                            | thì quá khứ hoàn thành                                              | quá khứ hoàn thành 過去完成時                              |
| plural number                         | số nhiều/phức                                                       | phức số 複數                                               |
| polysyllable                          | đa âm tiết                                                          | đa âm tiết 多音節                                          |
| portmanteau                           | từ hỗn tạp                                                          | hỗn thành từ 混成詞                                        |
| prescription, prescriptive            | quy định                                                            | chỉ thị 指示, quy định 規定                                |
| possessive case                       | cách sở hữu, sở hữu cách                                            | sở hữu cách 所有格                                         |
| potential mood                        | trạng/lối tiềm/khả năng, điều kiện pháp                             | điều kiện pháp 條件法                                      |
| pragmatics ling.                      | ngữ dụng học/luận                                                   | ngữ dụng luận 語用論                                       |
| prākrit                               | tục ngữ, phương ngôn, ngôn ngữ bình dân                             | tục ngữ 俗語, phương ngôn 方言                             |
| precative = benedictive               | cách cầu khẩn, cách kì cầu                                          | kì cầu thức 祈求式                                         |
| predicate, predicative, predicatively | vị ngữ, khách ngữ, thuộc loại vị ngữ                                | vị ngữ 謂語, khách ngữ 客語, khách ngữ đích 客語的         |
| prefix                                | tiền tố                                                             | tiếp đầu âm 接頭音, từ đầu 詞頭, tiền tố 前素              |
| preposition                           | giới từ, tiền trí từ                                                | tiền trí từ 前置詞                                         |
| present tense                         | thì hiện tại                                                        | hiện tại 現在                                              |
| present participle                    | phân từ hiện tại                                                    | hiện tại phân từ 現在分詞                                  |
| profanity                             | từ bất kính                                                         | bất kính 不敬詞                                            |
| pronoun, pronominal                   | (thuộc) đại (danh) từ                                               | đại danh từ 代名詞                                         |
| psycholinguistics                     | ngôn ngữ học tâm lý, tâm lý ngữ ngôn học                            | tâm lý ngữ ngôn học 心理語言學                             |
| punctuation                           | cách chấm câu                                                       | tiêu điểm pháp 標點法                                      |

| Mục lục: | Đầu • 0–9 • A B C D E F G H I J K L M N O P Q R S T U V W X Y Z |

## R
| Tiếng Anh                   | Tiếng Việt                                 | Hán-Việt           |
| --------------------------- | ------------------------------------------ | ------------------ |
| radical (Chinese character) | bộ (chữ Hán)                               | bộ tự 部首         |
| reduplication               | (sự/hiện tượng) láy âm, trùng tự hóa       | trùng tự 重字      |
| reflexive (verb)            | (động từ) phản thân, tái quy               | tái quy 再歸       |
| relational marker           |                                            | 關連標記           |
| relative case               | cách quan hệ                               | quan hệ 關係       |
| rhetorical question         | phản vấn                                   | phản vấn 反問      |
| rhetorical term             | (thuộc) tu từ học; (thuộc) thuật hùng biện | tu từ ngữ 修辭語   |
| ritual term                 | thuật ngữ tế lễ                            | tế thức ngữ 祭式語 |

| Mục lục: | Đầu • 0–9 • A B C D E F G H I J K L M N O P Q R S T U V W X Y Z |

## S
| Tiếng Anh                    | Tiếng Việt                                                   | Hán-Việt                                           |
| ---------------------------- | ------------------------------------------------------------ | -------------------------------------------------- |
| second person                | ngôi thứ hai                                                 | nhị nhân xưng 二人稱                               |
| semantics                    | ngữ nghĩa học/luận                                           | ngữ nghĩa 語義, ngữ nghĩa luận 語義論              |
| sign language                | thủ ngữ, ngôn ngữ kí hiệu.                                   | 手語                                               |
| singular number              | số ít/đơn                                                    | đơn số 單數                                        |
| sound particle               | từ trợ ngữ âm                                                | ngữ âm trợ từ 語音助詞, âm tiết trợ từ 音節助詞    |
| SOV language                 | ngôn ngữ theo dạng "chủ-thụ-động" từ                         | chủ thụ vị kết cấu ngữ ngôn 主受謂結構語言         |
| speaker recognition          | nhận diện/dạng người nói, nhận thức phân biệt được người nói | thuyết thoại nhân thức biệt 說話人識別             |
| speaker verification         | xác nhận người nói                                           | thuyết thoại nhân xác nhận 說話人確認              |
| speech coding                | mã hóa tiếng nói                                             | ngữ âm biên mã 語音編碼                            |
| speech recognition           | nhận dạng tiếng nói                                          | ngữ âm thức biệt 語音識別                          |
| speech synthesis             | tổng hợp tiếng nói                                           | ngữ âm hợp thành 語音合成                          |
| stem                         | thân từ                                                      | ngữ cán 語幹                                       |
| structural particle          | trợ từ kết cấu                                               | kết cấu trợ từ 結構助詞                            |
| subject                      | chủ từ/ngữ                                                   | chủ ngữ 主語, chủ từ 主辭, khởi từ 起詞            |
| subjunctive conjunctive mood | trạng/lối cầu khẩn, trạng/lối giả định                       | hư nghĩ thức 虛擬式                                |
| substantive                  | thật danh từ, thể từ                                         | thật danh từ 實名詞, thể từ 體詞                   |
| substantive predicate        | vị ngữ thật danh từ                                          | thể từ vị ngữ 骵詞謂語                             |
| suffix                       | hậu tố                                                       | tiếp vĩ âm 接尾音                                  |
| superlative                  | (so sánh) cao cấp/tối thượng                                 | tối thượng cấp 最高級                              |
| SVO language                 | ngôn ngữ theo dạng "chủ-động-thụ" từ                         | chủ vị thụ kết cấu ngữ ngôn 主謂受結構語言         |
| syllable                     | âm tiết                                                      | âm tiết 音節                                       |
| synonym                      | từ đồng nghĩa                                                | đồng nghĩa tự 同義字, loại nghĩa tự 類義字         |
| syntax                       | cú pháp, văn pháp                                            | cú pháp 句法, văn pháp 文法, thống ngữ luận 統語論 |
| synthetic language           | ngôn ngữ tổng hợp                                            | 綜合語                                             |

| Mục lục: | Đầu • 0–9 • A B C D E F G H I J K L M N O P Q R S T U V W X Y Z |

## T
| Tiếng Anh                                         | Tiếng Việt | Hán-Việt                                     |
| ------------------------------------------------- | --- | -------------------------------------------- |
| tense                                             | thì (ngữ pháp) | 时态                                         |
| thematic                                          | (tiếng Phạn) chỉ trường hợp âm chủ đề -a (thematic vowel) được gắn vào thân động từ và khi chia thân không biến đổi | chủ toàn luật đích 主旋律的                  |
| theoretical linguistics                           | ngôn ngữ học lý thuyết                                                                                              | lý thuyết ngữ ngôn học 理說語言學            |
| third person                                      | ngôi thứ ba | tam nhân xưng 三人稱                         |
| Tibetan translation                               | dịch tiếng (Tây) Tạng, Tạng dịch                                                                                    | Tây Tạng ngữ dịch 西藏語譯                   |
| tilde                                             | dấu ngã | 波浪號                                       |
| tonal language                                    | | 聲調語言                                     |
| transcription                                     | phiên âm, tả bằng âm, ký âm                                                                                         | âm tả 音寫                                   |
| transitive verb                                   | ngoại động từ, tha động từ                                                                                          | tha động từ 他動詞, cập vật động từ 及物動詞 |
| translation                                       | dịch, chuyển ngữ | 翻譯                                         |
| transliteration                                   | | 音譯                                         |
| trial number                                      | số ba | 三數 (代名詞)                                |
| triliteral, triconsonantal root, consonantal root | gốc phụ âm, gốc ba phụ âm                                                                                           | 三輔音語根                                   |

| Mục lục: | Đầu • 0–9 • A B C D E F G H I J K L M N O P Q R S T U V W X Y Z |

## V
| Tiếng Anh        | Tiếng Việt                           | Hán-Việt                                                |
| ---------------- | ------------------------------------ | ------------------------------------------------------- |
| Veda, Vedic      | Phệ-đà, Veda                         | phệ-đà 吠陀                                             |
| verb             | động từ                              | động từ 動詞                                            |
| verb root        | gốc động từ                          | động từ căn 動詞根                                      |
| verbal predicate | vị ngữ động từ                       | động từ vị ngữ 動詞謂語                                 |
| vernacular       | tiếng địa phương, phương ngôn        | bạch thoại 白話, bản địa thoại 本地話, phương ngôn 方言 |
| visarga          | âm phát ra, phóng xuất âm            | phóng xuất âm 放出音                                    |
| vocative case    | cách xưng hô, cách gọi               | hô cách 呼格                                            |
| VOS language     | ngôn ngữ theo dạng "động-thụ-chủ" từ | vị thụ chủ kết cấu ngữ ngôn 謂受主結構語言              |
| VSO language     | ngôn ngữ theo dạng "động-chủ-thụ" từ | vị chủ thụ kết cấu ngữ ngôn 謂主受結構語言              |
| voice            | giọng                                |                                                         |
| vowel            | nguyên âm, mẫu âm                    | mẫu âm 母音, nguyên âm 元音                             |

| Mục lục: | Đầu • 0–9 • A B C D E F G H I J K L M N O P Q R S T U V W X Y Z |

## W
| Tiếng Anh  | Tiếng Việt            | Hán-Việt   |
| ---------- | --------------------- | ---------- |
| weak       | yếu, nhược            | nhược 弱   |
| word order | thứ tự từ, trật tự từ | từ tự 詞序 |